# 나희경
나희경(1987년 3월 24일~)은 대한민국의 보사노바 싱어송라이터이다.

## 소개
대한민국 보사노바 장르의 선구자적 아티스트.
데뷔 이후 브라질의 대형 아티스트들과 지속적으로 협업하며 본인의 독자적인 음악 세계를 넓혀왔다.
2010년 보싸다방 EP [찾아가기]를 발표하면서 정식 데뷔하였다. 이후 브라질로 건너가 Rio de Janeiro 에 있는 보사노바 전문 공연장 Vinicius bar 에서의 공연을 시작으로, Antonio Carlos Jobim과 더불어 보사노바 시대를 열었던 거장 Roberto Menescal과 작업하며 솔로로 데뷔. 현지에서의 음악 활동을 시작하게 되었다. 현재까지 브라질리언 재즈와 MPB를 대표하는 Ivan Lins 를 비롯하여 Celso Fonseca, Leila Pinheiro, Oswaldo Montenegro, Jaques Morelenbaum 등 다양한 브라질 아티스트와 협업하며 음악적 스펙트럼을 넓혔으며, 2018년 10월 브라질에서 작업한 음반 정규 4집 [AMORA]를 발표하였다. 특유의 섬세한 목소리과 감각으로 국내외 팬들의 사랑을 받고 있다.

## 음반 및 참여
보싸다방
- 1집 EP 미니 《찾아가기》 2010년 9월 16일 / 미러볼뮤직
  1. 음악이 들려오네
  2. 그때
  3. 다짐 (feat. 황종률)
  4. 마지막곡

- 2집 싱글 《여행의 시작》 2011년 7월 8일 / 대영에이브이
  1. Um Amor (& Roberto MEnescal)
  2. Agua De Beber

나희경
- 1집 《HEENA》 2011년 10월 11일 / Sony Music
  1. How Insensitive
  2. Desafinado
  3. Corcovado
  4. Samba Em Preludio
  5. Chega De Saudade
  6. Girl From Ipanema
  7. Manha De Carnaval
  8. Wave
  9. Dindi
  10. A Felicidade
  11. Aqua De Beber
  12. Samba Do Aviao
  13. 프렐류드의 삼바 (feat. 이상순)
  14. Wave (Korean ver.)
  15. Um Amor (With Roberto Menescal)

- EP(미니) 《나를 머물게 하는》 2012년 4월 26일 / Sony Music
  1. 사랑하오
  2. 우울한 편지
  3. 춘천가는 기차
  4. 그대 내 맘에 들어오면은
  5. 흩어진 나날들

- 싱글 《그대가 들린다 - 음악이 들려오네》 2013년 4월 24일 / 미러볼뮤직
  1. 음악이 들려오네
  2. Rio Seoul (Acoustic ver.) (With 나희경) Cesar Machado(세자 마샤두)

- EP(미니) 《나에게 가까이》 2012년 10월 24일 / Sony Music
  1. 나에게 가까이
  2. 새벽녘, 독백

- 2집 《Up Close To Me》 2013년 11월 7일 / Sony Music
  1. Invisible
  2. 여행의 시작
  3. 달밤
  4. 나에게 가까이
  5. Moment
  6. 고백
  7. 너무나 사랑스러운 사람 (Voce)
  8. Feel Like Making Love
  9. 여행의 끝
  10. 새벽녘, 독백
  11. So Pra Sonhar (With Roberto Menescal & Guilherme Ge)
  12. A Lista (With Oswaldo Montenegro)

- 싱글 《너무나 사랑스러운 사람》 2014년 4월 19일 / Sony Music
  1. 너무나 사랑스러운 사람 (Voce)

- 싱글 《Estate (Summer)》 2015년 8월 26일 / Sony Music
  1. Estate (Summer)

- 3집 《Flowing》 2015년 9월 17일 / Sony Music
  1. Estate (Summer)
  2. Encontros E Despedidas
  3. Eu Sei Que Vou Te Amar
  4. Acaso (With Ivan Lins)
  5. What A Difference A Day Made
  6. You Are The Sunshine Of My Life
  7. Comecar De Novo (With Ivan Lins)
  8. 아이야 (Dear)
  9. 방랑 (Floating)
  10. Arirang With Brazilian Sound

- 싱글《다시, 보싸다방 Vol.1 Na Hee Kyung & Roberto Menescal》 2016년 9월 1일 / 포크라노스
  1. 마음
  2. O Barquinho (작은 배)

- 싱글《다시, 보싸다방 Vol.2 Na Hee Kyung & Roberto Menescal》 2016년 11월 9일 / 포크라노스
  1. 있었다
  2. Guardada Em Mim (나를 안아주세요)

- 싱글《Slow Motion Bossa Nova Na Hee Kyung & Celso Fonseca》 2016년 12월 2일 / 포크라노스
  1. Slow Motion Bossa Nova

- 싱글《Samba E Tudo(Samba Is Everything) Na Hee Kyung & Celso Fonseca》 2017년 1월 5일 / 포크라노스
  1. Samba E Tudo(Samba Is Everything)

- 싱글《끝, 그 이후(Sorrow) Na Hee Kyung & Celso Fonseca》 2017년 2월 4일 / 포크라노스
  1. 끝, 그 이후(Sorrow)

- 싱글《봄, 사랑(Spring Bossa) Na Hee Kyung & Celso Fonseca》 2017년 4월 28일 / 주식회사 웨스트브릿지엔터테인먼트
  1. 봄, 사랑(Spring Bossa)

- 싱글《좋은 하루(Bom Dia)》 2018년 9월 20일 / 페이지터너 AMS
  1. 좋은 하루(Bom Dia)

- 4집 《Amora》 2018년 11월 6일 / 페이지터너
  1. 좋은 하루 (BOM DIA)
  2. VOCE (WITH ROBERTO MENESCAL)
  3. 사랑의 시작 (AMORA)
  4. B의 밤 (FEAT. JAQUES MORELENBAUM)
  5. 불면 (INSOMNIA)
  6. 오래된 마음 (FEAT. JAQUES MORELENBAUM)
  7. MISTY
  8. SOMOS TODOS IGUAIS NESTA NOITE (WITH IVAN LINS)
  9. LOVE LETTER
  10. FELIZ (WITH LEILA PINHEIRO)

- 5집 《BOSSA》 2024년 9월 11일 / p!nk
  1. Ninguém
  2. Agarradinho
  3. Vagamente
  4. Você
  5. Nara
  6. Rio
  7. Nós e o Mar

### 참여음반
| 발매연도 | 가수                               | 앨범명                          | 참여곡                              |
| -------- | ---------------------------------- | ------------------------------- | ----------------------------------- |
| 2012     | 주윤하                             | On The Way Home                 | 《푸른 봄: 靑春》                   |
| 2013     | 셀로판리버(Cellophane River)       | 눈이 오는 날이면                | 《눈이 오는 날이면》                |
| 2013     | 그대가 들린다 (To The Sea)         | 그대가 들린다 (To The Sea)      | 《음악이 들려오네》                 |
| 2014     | 이루마(Yiruma)                     | Atmosfera                       | 《 I 》                             |
| 2016     | 킹스턴 루디스카(Kingston Rudieska) | 리우데자네이루 (Rio De Janeiro) | 《리우데자네이루 (Rio De Janeiro)》 |
| 2016     | 이한철                             | 여름의 묘약                     | 《세비야》                          |
| 2016     | 킹스턴 루디스카(Kingston Rudieska) | 브라질 (Brazil)                 | 《리우데자네이루 (Rio De Janeiro)》 |
| 2016     | 하찌(Hachi)                        | 하늘의 선물                     | 《하늘의 선물》                     |

## 주요경력
- 2010. 10. 보싸다방 “찾아가기” 싸이월드 이주의 음반 선정
- 2010. 10. 그랜드 민트 페스티벌
- 2010. 11. ~ 2011. 04. 브라질 공연 (Rio)
- 2011. 10. 자라섬 국제 재즈 페스티벌
- 2011. 10. 울산 월드 뮤직 페스티벌
- 2011. 10. 나희경 콘서트 “짧고도 긴 여행”
- 2011. 10. MBC 문화콘서트 난장
- 2011. 11. 나희경 “Heena” 네이버뮤직 이주의 음반 선정
- 2011. 12. ~ 2012. 03. 브라질 공연 (Rio. Sao Paulo, Sorocaba 등)
- 2012. 02. 한국대중음악상 크로스오버 부문 노미네이트
- 2012. 02. MBC 생방송 금요와이드 다큐멘터리 방영
- 2012. 05. 서울 재즈 페스티벌
- 2012. 06. MBC 문화사색 다큐멘터리 방영
- 2012. 06. ~ 2013. 03. 나희경 단독공연 “가깝고 깊게” vol 1 ~ 4
- 2012. 11. 서울 국제 뮤직 페어
- 2013. 04. ~ 2013. 10. 여행 테마 팟캐스트 “그대가 들린다” 방송[2]
- 2013. 07. 브라질 상파울로 오링요스 뮤직 페스티벌 공연 및 문화 강연
- 2013. 07. 브라질 TV Globe, ABN TV 방영
- 2013. 08. 상파울로 총영사관 주최 '우리 진출기업 대상 문화강연' 공연 및 강연
- 2013. 07. ~ 2013.09. 브라질 공연 (Rio, São Paulo, Brasilia 등)
- 2013. 10. 서울 국제 뮤직 페어 with Cesar Machado Modern Sound
- 2014. 02. EBS 스페이스 공감
- 2014. 02. "Up Close To Me" 한국대중음악상 크로스오버 부문 노미네이트
- 2014. 03. YTN 글로벌 코리안 방영
- 2014. 06. 이루마 스페셜 앨범 "Atmosfera" 타이틀 "I" 작사 및 노래
- 2014. 07. 마스터클래스 "Taste Brazilian Sound"
- 2014. 08. 과천토요예술무대
- 2014. 08. 인천 트라이볼 콘서트
- 2014. 09. 어라운드 페스티벌
- 2015. 01. 콘서트 "바다로 가는 길"
- 2015. 03. YTN 글로벌 코리안
- 2015. 04. ~ 2014. 07. Brazil Tour
- 2015. 12 썬띵(SUNday THING)
- 2016. 01. 나희경 & 박윤우 트리오 콘서트Remember, dear
- 2016. 04. Jazz Around The World 콘서트
- 2016. 05. 서울재즈페스티벌 2016
- 2016. 07. Ourinhos Music Festival, Sao Paulo, Brazil.
- 2016. 08. 서울 문화의 밤 '월드 뮤직의 밤'
- 2016. 10. KBS UHD 다큐 '영혼이 부르는 노래 월드뮤직 - 보사노바 편' 제작 자문 및 아티스트 섭외.
- 2017. 03. KBS 올댓뮤직
- 2017. 05. FIFA U-20 월드컵 코리아 페스티벌
- 2017. 05. 대림미술관 Sunday Live '나희경 콘서트'
- 2017. 07. 나희경 콘서트 'Coconut Bossa'
- 2017. 07. 강릉재즈프레소 페스티벌
- 2017. 09. CBS 그대 창가에 이한철입니다 공개방송
- 2017. 09. UBC TV 울산 뒤란 콘서트
- 2017. 10. Seoul Ferest Jazz Festival 2017
- 2017. 12. Folha de Sao Paulo Interview, Sao Paulo, Brazil
- 2018. 08. Rebe Brasil TV "Papo em Dia" 게스트 출연, Sao Paulo, Brazil.
- 2018. 09. Seque o Samba, Sao Paulo, Brazil.
- 2018. 10. Seoul Forest Jazz Festival 2018
- 2018. 10. Play Ground Unlimited
- 2018. 10. Lotte Concert Hall '나희경과 떠나는 월드뮤직의 향연'
- 2019. 01. Round Midnight
- 2019. 05 2019 노루목 ㅍㅍㅍ페스티벌
- 2019. 05. Rede Brasil TV "Vida e estilo", Sao Paulo, Brazil.
- 2019. 06. 콘서트 '손 내밀면 닿을 듯한'
- 2019. 07. Jeju Island Jazz Festival.
- 2020. 08. Orla TV online live 'Heekyung Na with Roberto Menescal', Brazil.
- 2020. 09. OBS 세계음악인문여행 '보사노바편'
- 2020. 12. 인천 국제 1인미디어 페스티벌 '월드뮤직스테이지'
- 2021. 07. 빛고을 뮤직 페스티벌 '보사노바의 날'
- 2022. 01. Rio Santos Bossa Festa, Sao Paulo, Brazil.
- 2022. 05. 서울장미축제